# Chaînon de l'Académie des Sciences
Le chaînon de l'Académie des Sciences (Akademiya Nauk en russe) est un massif montagneux situé au Tadjikistan, dans le Pamir. Il culmine à 7 495 mètres d'altitude au pic Ismail Samani, généralement considéré comme le point culminant du Pamir et plus haut sommet du pays. Il est exploré et nommé par Nikolaï Korjenevski en 1927.

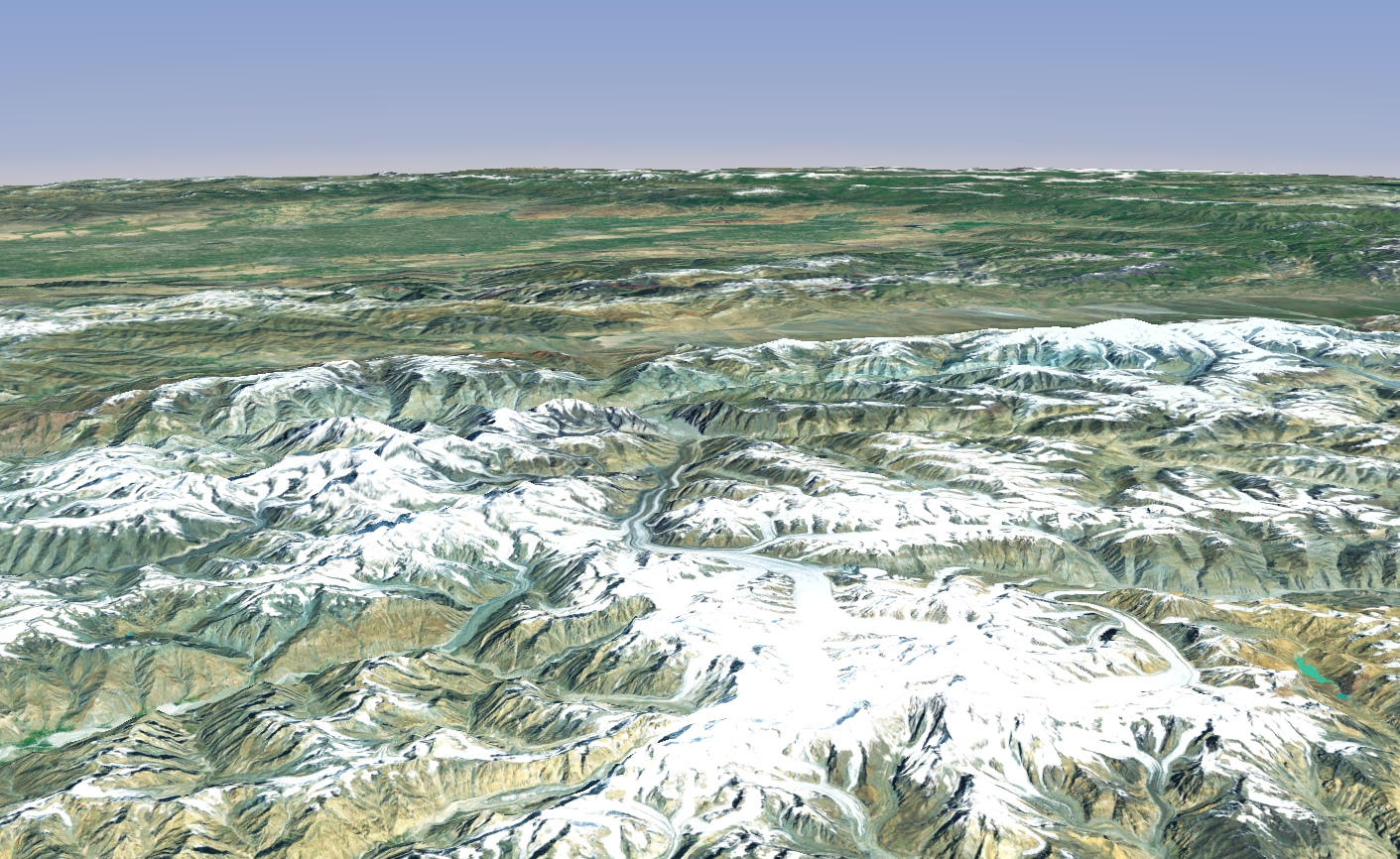
Image de synthèse représentant le chaînon de l'Académie des Sciences depuis le sud, avec le glacier Fedtchenko qui s'épanche vers le nord.